# Paul-Emmanuel Reiffers
Pour les articles homonymes, voir Reiffers.
Paul-Emmanuel Reiffers, né le 10 novembre 1966 à Aix-en-Provence, est un entrepreneur et un collectionneur d’art contemporain. Il est fondateur et président du groupe international de communication Mazarine, spécialisé dans la mode, le luxe, l’art et la culture, propriétaire de l'agence de production de défilés La Mode en Images et d’Arter,, première agence européenne de production dans le monde culturel.
Il est également investi dans les médias en tant que propriétaire et éditeur des magazines Numéro et Numéro Art, déclinés dans plusieurs éditions internationales. Il est propriétaire du Studio des Acacias, un mythique studio de photo parisien qu’il a transformé en centre d’art contemporain, et fondateur de Reiffers Art Initiatives, un fonds de dotation soutenant les jeunes artistes et la diversité culturelle.

## Biographie

### Famille et formation
Paul-Emmanuel Pierre Roger Reiffers est né le 10 novembre 1966 à Aix-en-Provence du mariage de Bertrand Reiffers, président de société, et d'Anita Lefuel.
Après une enfance passée à Abidjan en Côte d'Ivoire jusqu'à l'âge de quatorze ans, Paul-Emmanuel Reiffers poursuit ses études secondaires à Sainte-Croix de Neuilly où il obtient le baccalauréat en 1985. En 1991, Il est titulaire d'un magistère de gestion et finances d'entreprises et d'un diplôme d'études supérieures spécialisées (DESS) de finances et entreprises de l'université Paris-1 Panthéon-Sorbonne,.
Il épouse Victoire de Castellane en 1992 avec qui il a trois enfants (Boni et Stanislas nés en 1995 et Jules Victor en 1997) puis se marie en secondes noces avec Margaux Faure en 2004 dont il a eu un enfant (Lou Reiffers née en 2006).

### Carrière professionnelle

#### Fondateur du groupe Mazarine
Paul-Emmanuel Reiffers fonde Mazarine, une agence de conseil en image pour le luxe, dans le sixième arrondissement de Paris en 1993. Il entend proposer une approche différente des agences de l’époque, en misant sur les circuits courts et une production totalement intégrée, sans recours à des sous-traitants. Cela le mène à incorporer par la suite plusieurs entreprises aux expertises complémentaires, avec notamment la création de l’agence digitale E-Mazarine en 2000. Suivront les rachats de l’agence de publicité Ateliers ABC au groupe Richemont en 2004 ou de La mode en images, spécialisée dans les activités de défilés de mode et événementielles en 2010.
À partir de 2014, l’agence Mazarine s’internationalise. Paul-Emmanuel Reiffers s’associe ainsi avec la femme d’affaires macanaise Pansy Ho, pour créer Mazarine Asia Pacific en Chine et à Hong Kong. Des bureaux sont ensuite ouverts aux États-Unis en 2017 et à Dubaï en 2023. En 2024, le groupe qu'il préside rassemble 500 collaborateurs, et réalise 250 millions d'euros de chiffre d'affaires.

#### Médias, mode, art et culture
Paul-Emmanuel est investi dans les médias en tant que propriétaire et éditeur des magazines Numéro et Numéro Art, décliné en plusieurs éditions internationales. C'est en 2014 qu'il reprend au groupe de presse Alain Ayache le magazine de mode et d'art, avec pour ambition d’intensifier son développement international. Il rachète également cette année-là le Studio des Acacias au photographe Francis Giacobetti, pour en faire un centre d'art et de création contemporaine,. Situé à proximité de la place de l'Étoile, il est rebaptisé Acacias Art Center en 2023. Des expositions y sont régulièrement organisées sur un espace de six cents mètres carrés. En 2017, il lance la revue Numéro art, un média bi-annuel.

#### Philanthropie
Paul-Emmanuel Reiffers est collectionneur d'œuvres d'art, en particulier d’art contemporain,. Il crée en avril 2021 une fondation baptisée Reiffers Art Initiatives, qui vise à soutenir les artistes émergents de la scène artistique française à travers un programme de mentorat, d’expositions et de soutien à la production d’œuvres et de catalogues d’exposition. Il décide alors de donner à la fondation une dimension multiculturelle, en insistant sur la diversité culturelle des artistes soutenus. 
Un comité artistique, parmi lesquels le chorégraphe Benjamin Millepied, le directeur général de la Fondation Cartier Chris Dercon ou le curateur Simon Njami, sélectionne ainsi chaque année les jeunes artistes qui seront soutenus et présentés au Reiffers Art Center lors du Prix Reiffers Art Initiatives,. Le premier lauréat est l'artiste guadeloupéen Pol Taburet en 2022 et la dernière en date est Anhar Salem, artiste pluridisciplinaire d’origine yéménite et indonésienne.
Chaque année, à travers le programme de mentorat, un jeune artiste est sélectionné pour être parrainé pendant six mois par un pair reconnu, comme ce fut le cas la première année avec l'artiste conceptuel américain Rashid Johnson ayant parrainé le plasticien Kenny Dunkan, ou en 2024 avec le parrainage du plasticien et poète Tarek Lakhrissi par Ugo Rondinone. Il bénéficie d'une exposition avec son mentor au Studio des Acacias et reçoit la commande d'une œuvre qui viendra compléter la collection du fonds Reiffers.
Paul-Emmanuel Reiffers est membre du conseil d’administration des Amis du Palais de Tokyo depuis 2018. Il est également membre du board du LA Dance Project, compagnie de danse fondée par Benjamin Millepied, de l’association pour le rayonnement de l’Opéra national de Paris (Arop) et de la Fondation Cartier pour l'art contemporain.

## Décorations
Paul-Emmanuel Reiffers est nommé dans l’ordre des Arts et des Lettres en 2008. Puis chevalier dans l'ordre national de la Légion d’honneur en 2011 au titre de « président-fondateur d'un groupe de communication ; 21 ans de services », une décoration remise par Nicolas Sarkozy.
Par le décret du 23 novembre 2022, Paul-Emmanuel Reiffers a été nommé Officier de l'Ordre national du Mérite. En octobre 2023, Edouard Philippe lui remet la décoration d’Officier de l’Ordre National du Mérite, dans le centre d’Art Reiffers Art Initiatives situé au 30 rue des Acacias, Paris 17.